# Château de Raymontpierre
Le château de Raymontpierre est un manoir fortifié, situé sur les contreforts nord du Mont Raimeux, dans le canton du Jura.

## Présentation
Château avec tour ronde, chapelle et mur rideau. "Landschloss" construit en 1596 par l'évêque administrateur Georg Hugué. Aujourd'hui un domaine agricole.